# El Día del Milenio
El Día del Milenio (Nombre original: 2000 Today) fue un programa especial en el cual se realizó la primera superproducción mundial en alta definición. En el programa, un canal de televisión de cada país del mundo mostraba en directo la forma en que recibían el año 2000 en su país. El programa duró 24 horas exactas y fue íntegro en directo (algunas cadenas locales lo prorrogaron algo más por cuestiones publicitarias). Se estimó una audiencia global de 1.900.000.000 de personas.
Participaron 70 países y algunos más retransmitieron el programa pero no aportaron imágenes locales. Como nota negativa, cabe destacar que por falta de medios, Egipto, Senegal y Sudáfrica fueron los únicos países africanos que participaron. Entre los países musulmanes, con excepción de Indonesia, prácticamente no hubo participación en el programa, ya que ni el 31 de diciembre de 1999 ni el 1 de enero de 2000 eran festivos en la mayoría de ellos.

## Países participantes
A continuación se menciona la lista de 70 países que participaron activamente en el programa, es decir, emitieron el programa y además colaboraron cediendo imágenes de la llegada del año 2000 a su país. Hubo otros muchos, como por ejemplo Paraguay y Rumanía, que lo emitieron también pero que no aportaron imágenes y, por tanto, no aparecen en la lista siguiente:
- Alemania
- Argentina
- Australia
- Austria
- Brasil
- Bélgica
- Canadá
- Chile
- China
- Colombia
- República Checa
- Dinamarca
- Ecuador
- Egipto
- El Salvador
- Estonia
- Finlandia
- Fiyi
- Francia
- Grecia
- Hungría
- Islandia
- India
- Indonesia
- Irlanda
- Israel
- Italia
- Japón
- Jordania
- Líbano
- Malta
- México
- Países Bajos
- Puerto Rico
- Nueva Zelanda
- Noruega
- Panamá
- Perú
- Filipinas
- Polonia
- Portugal
- Rusia
- Samoa
- Senegal
- Singapur
- Sudáfrica
- Corea del Sur
- España
- Sri Lanka
- Suecia
- Suiza
- Trinidad y Tobago
- Tonga
- Reino Unido
- Estados Unidos
- Uruguay
- Venezuela

## Detalles
- En España, el programa fue transmitido a través de La 2 de TVE durante todo el día de Nochevieja de 1999. Se mostraron fundamentalmente imágenes de la Puerta del Sol, en Madrid, durante las campanadas de fin de año con las uvas.
- En México, el programa fue transmitido a través del Once TV del Instituto Politécnico Nacional enviando imágenes del último atardecer del Milenio y la Llegada del año 2000 en el Zócalo Capitalino de la Ciudad de México, donde el Tenor mexicano Fernando de la Mora dio la bienvenida al cambio de milenio cantando las mañanitas, acompañado con la música de 200 mariachis justo debajo de la bandera. Los conductores del evento fueron los periodistas de espectáculos Ernesto Laguardia y Mayra Saucedo. También se enviaron imágenes de El Tajín en el Puerto de Veracruz, de Acapulco y de Isla Mujeres en Cancún.
- En Venezuela, el canal RCTV transmitía la señal mundial como programación especial bajo el nombre "2000 Hoy". Desde la Gran Sabana el famoso cantautor de Caballo Viejo, Simón Díaz, entonó “Canto al Milenio”, de Ignacio Izcaray con arreglos de Vinicio Ludovic, junto al niño Edwin Trocel, acompañados por la Orquesta Sinfónica Infantil de Guayana y un Coro de niños pemones. Las cadenas televisivas Televen y Venevisión televisaron también desde la Plaza Altamira y Plaza Venezuela en Caracas, donde se reunieron casi 250.000 personas para esperar la llegada del nuevo milenio. Desde estos lugares se realizó la transmisión de un festejo donde, a medianoche, se emitió una canción en la que participaba un grupo de conocidos artistas venezolanos, dedicada a las víctimas de la vaguada, que ocurrió 15 días antes en la costa de La Guaira, y que fue llamada "La Tragedia de Vargas". También estuvieron presentes los grupos Maracaibo 15 (gaita) y la orquesta bailable "Billo's Caracas Boys", en las demás ciudades de: Maracaibo, Valencia, Barquisimeto, Puerto Ordaz, Cumaná, La Asunción, Porlamar, Pampatar, Punto Fijo, Maracay y Barcelona donde estuvieron presentes en las Plazas Bolívar, de dichas ciudades, en la espera del nuevo milenio, el viernes 31 de diciembre de 1999.
- En Argentina, Canal 13 fue el canal escogido para la transmisión. Durante 26 horas retransmitió para toda Argentina, además de los festejos mundiales, la llegada del año 2000 al país y al mundo entero desde diferentes partes como las cataratas del Iguazú, el glaciar Perito Moreno y Ushuaia que maravillaron a millones de personas del Planeta. Cuando llegó la medianoche, un grupo de bailarines recibió al año nuevo bailando un fragmento de Matador de Los Fabulosos Cadillacs en el puerto de Ushuaia.[1]
- En Colombia, RCN Televisión fue el canal oficial del especial de la llegada del nuevo milenio, que fue transmitido desde los estudios del canal bajo el nombre de "Bienvenido Año 2000", además de varias imágenes del nuevo año desde Bogotá, Medellín y Cartagena. Aunque lo transmitió por Caracol Televisión, la transmisión de la señal mundial. El canal regional Teveandina también transmitió el especial.
- En Uruguay, se transmitió por Teledoce y Canal 5. Las contribuciones uruguayas al programa fueron una actuación pregrabada de la murga Contrafarsa haciendo un saludo al año 2000 con la música de la canción "Los Olímpicos" de Jaime Roos desde la Rambla de Montevideo y otra actuación -también pregrabada- del mencionado Jaime haciendo su famosa composición Durazno y Convención, tomado de su Concierto aniversario grabado en el Teatro Solís de Montevideo, en el año 1997.
- En Chile, la llegada del año 2000 al país se transmitió por Televisión Nacional de Chile. La contribución chilena al programa fue una retransmisión para todo el mundo desde la Plaza de la Constitución, frente al Palacio de La Moneda (sede de gobierno de Chile) con la presencia de la cantante chilena Javiera Parra y del grupo Semilla, también se mostró una transmisión desde la Isla de Pascua[2] que fue visionada en todo el mundo.
- En Ecuador, se transmitió por Ecuavisa, Teleamazonas, Telesistema, TC Televisión, Gamavisión, SíTV y ETV Telerama.
- En Perú, se transmitió por Panamericana Televisión, América Televisión, ATV, Frecuencia Latina y Global Televisión.
- En Oceanía, la isla de Kiribati fue de los primeros lugares habitados en recibir el año 2000, la celebración se llevó a cabo en Isla Caroline (también bautizada como La isla del Milenio) donde un grupo de artistas locales, se reunieron y celebraron la llegada del nuevo milenio con danzas y cantos tradicionales, mientras que al mismo tiempo, el reino de Tonga, despedía el año 1999, con un grupo de coristas, cantando la famosa composición de Händel, Hallelujah.
- En Nueva Zelanda, el canal local TV3 fue el encargado de transmitir para su país la llegada del nuevo milenio. Las celebraciones se llevaron a cabo en Auckland, donde durante la víspera de Nochevieja se realizaron diversos eventos públicos para despedir el año 1999. Cuando el reloj marcó las 12, un show de fuegos artificiales iluminó el cielo de Auckland. Una hora antes, también se había transmitido la celebración por el nuevo milenio en el archipiélago neozelandés de Isla Chatham, el cual, fue el primer lugar de Nueva Zelanda en recibir el 2000, la celebración se llevó a cabo con fogatas y cantos tradicionales.
- En Australia, la Ópera de Sídney destelló con fuegos artificiales mientras que en el Sidney Bridge surtía fuegos pirotécnicos al tiempo que sobre él brillaba la figura de una Cara Sonriente. Los festejos también fueron alusivos a los Juegos Olímpicos de ese año que comenzaba en Sídney.
- En Japón, transmitió en Nara, Prefectura de Nara, Japón y Tokio, Prefectura de Tokio, Japón. El canal TV Asahi retransmitió A finales de 1999, especialmente los monjes Mahayana Budistas Japonésas hicieron sonar 108 campanadas para alejar los malos espíritus.
- En Alemania, 500.000 jóvenes se encontraron en las calles de Berlín para festejar. El punto de concentración fue La Puerta de Brandeburgo.
- En China, el festejo fue más tradicional; la cadena CCTV emitió casamientos colectivos en la gran Muralla, al compás de tambores de músicos tradicionales, que recordaron parte de la historia y la cultura china. En Pekín además se construyó el Templo y Monumento del Milenio en Pekín, China una estructura gigante con la forma de un reloj de sol antiguo.
- En Rusia, el festejo tuvo lugar en la Plaza Roja de Moscú donde el reloj del Kremlin dio las campanadas al año nuevo.
- En Egipto, la cadena pública ERTU emitió el fin del año 1999 desde las pirámides. Allí, unas cincuenta mil personas asistieron en directo a un concierto especial de Jean Michel Jarre. Keops estuvo cubierta con telas doradas y especialmente iluminada. La fiesta también incluyó paseos por la ruta que siguieron María y José cuando escaparon con Jesús de Israel, y cruceros por el río Nilo.
- En Grecia, fue retransmitido en Atenas, la emisora pública ERT (EPT en griego) retransmitió el día final de 1999, en la Acrópolis, un coro televisado cantó el himno olímpico, un himno cristiano ortodoxo bizantino y un coro y más tarde el himno nacional griego y más tarde fuegos artificiales Exhibición sobre la Acrópolis de Atenas, Atenas, Grecia. Las celebraciones también fueron polémicamente alusivas a ser sede de los Juegos Olímpicos en esos cuatro años, que también comenzaron polémicamente en Atenas, Grecia, en 2004.
- En Italia, transmitió en la Roma, Lacio, Italia, Especialmente Ciudad del Vaticano, Roma, Lacio, Italia. La emisora pública RAI transmitió a finales de 1999, especialmente el Gran Jubileo del Año 2000 de la Iglesia Católica. en Roma, Lacio, Italia Rai utilizó la Bendición Uri et Orbi de Juan Pablo II en la Plaza de San Pedro durante el Gran Jubileo de la Iglesia Católica. En Piazza del Quirinale, Roma, Lazio, Italia, el Presidente de la República Italiana, Carlo Azeglio Ciampi, quien presenció el primer izamiento de la bandera italiana  De las Celebraciones del Año Nuevo del Nuevo Milenio del 31/12/1999 y posteriores del 1/1/2000, especialmente el Gran Jubileo del Año 2000 de la Iglesia Católica al mismo tiempo que la actuación de la Tentor Italiano Luciano Pavarotti y Posteriormente de El Nacional Himno de Italia A.K.A, El himno Mameli, deseó a los Pueblo italianos un Celebraciones del Nuevo Año del Nuevo Milenio del 31/12/1999 y posteriores del 1/1/2000, especialmente el Gran Jubileo del Año 2000 de la Iglesia Católica.

- En Francia, se retransmitió desde París, Ille-De-France, Francia. Las emisoras públicas TF1 y France Télévisions transmitieron desde un puente luminoso entre la Avenida de los Campos Elíseos y la Torre Eiffel, en el que se desataron seis minutos de pirotecnia. Seis ruedas mágicas con una luz propia, diseñadas por artistas de todas las disciplinas, formaron una caravana ambulante.
- En Reino Unido, se retransmitió desde Londres. Allí sonaron las campanadas del Big Ben, mientras en Greenwich la reina Isabel II y el primer ministro Tony Blair inauguraron el Domo del Milenio, un gigantesco estadio -el doble que el Estadio de Wembley- que sirvió como sede de conciertos masivos.
- En Estados Unidos, en Times Square de Nueva York asistieron alrededor de 1.5 millones de personas en Manhattan, con ayuda de la cadena ABC, PBS y CNN entre otras, se enviaron además imágenes de casi todas las ciudades de este país, tales como Walt Disney World Resort, Chicago, Texas, Arizona, Nuevo México, Nueva Orleans, Washington, Hollywood, Las Vegas y Disneylandia.
- En Samoa, el último país en recibir el año, la celebración se realizó con danzantes tradicionales que dieron la bienvenida al milenio con antorchas y cantos típicos de esa región.
- En Paraguay fueron transmitidas por SNT, Telefuturo, Unicanal y RPC este último bajo el título de Millennium Life emitiendo durante todo el día.